# Конец игры (фильм, 2006)
«Конец игры» (англ. End Game) — криминальный боевик 2006 года.

## Сюжет
Агент секретной службы Алекс Томас, ответственный за безопасность президента США, не смог уберечь президента от убийства. Томас покидает свой пост, но, тем не менее, решает заняться расследованием этого преступления, в чём ему решает помочь журналистка Кейт Кроуфорд. Вместе они начинают распутывать нити, ведущие к высокопоставленным заговорщикам. Агент и журналистка не догадывались, что тем самым они поставили свою жизнь в огромную опасность. Против них высланы спецслужбы и киллеры. Но и Алекс профессионал.

## В ролях
| Актёр                | Роль               |
| -------------------- | ------------------ |
| Кьюба Гудинг младший | Алекс Томас        |
| Джеймс Вудс          | Вон Стивенс        |
| Бёрт Рейнольдс       | генерал Монтгомери |
| Энджи Хэрмон         | Кейт Кроуфорд      |
| Энн Арчер            | Первая леди        |
| Брайан Пресли        | Билли              |

## Съёмочная группа
- Режиссёр: Энди Чэн
- Продюсеры: Боаз Дэвидсон, Дэнни Димборт, Манфред Д. Хейд
- Сценаристы: Дж. С. Поллок, Энди Чэн
- Композитор: Кеннет Бургомастер
- Оператор: Чак Коэн